# Autoroute transmaghrébine

Autoroute

L'autoroute transmaghrébine est un projet d'autoroute maghrébine qui doit traverser la Mauritanie, le Maroc, l'Algérie, la Tunisie et la Libye. Elle est composée d'un axe atlantique de Nouakchott à Rabat et d'un axe méditerranéen de Rabat à Tripoli passant par Alger et Tunis.
Cette liaison, d'une grande portée symbolique, est censée être le lien de fraternité entre les pays maghrébins. Actuellement il n'est pas possible de relier ses deux extrémités en raison de la fermeture des frontières terrestres entre le Maroc et l'Algérie, et de la guerre civile qui est en cours en Libye.

## Description

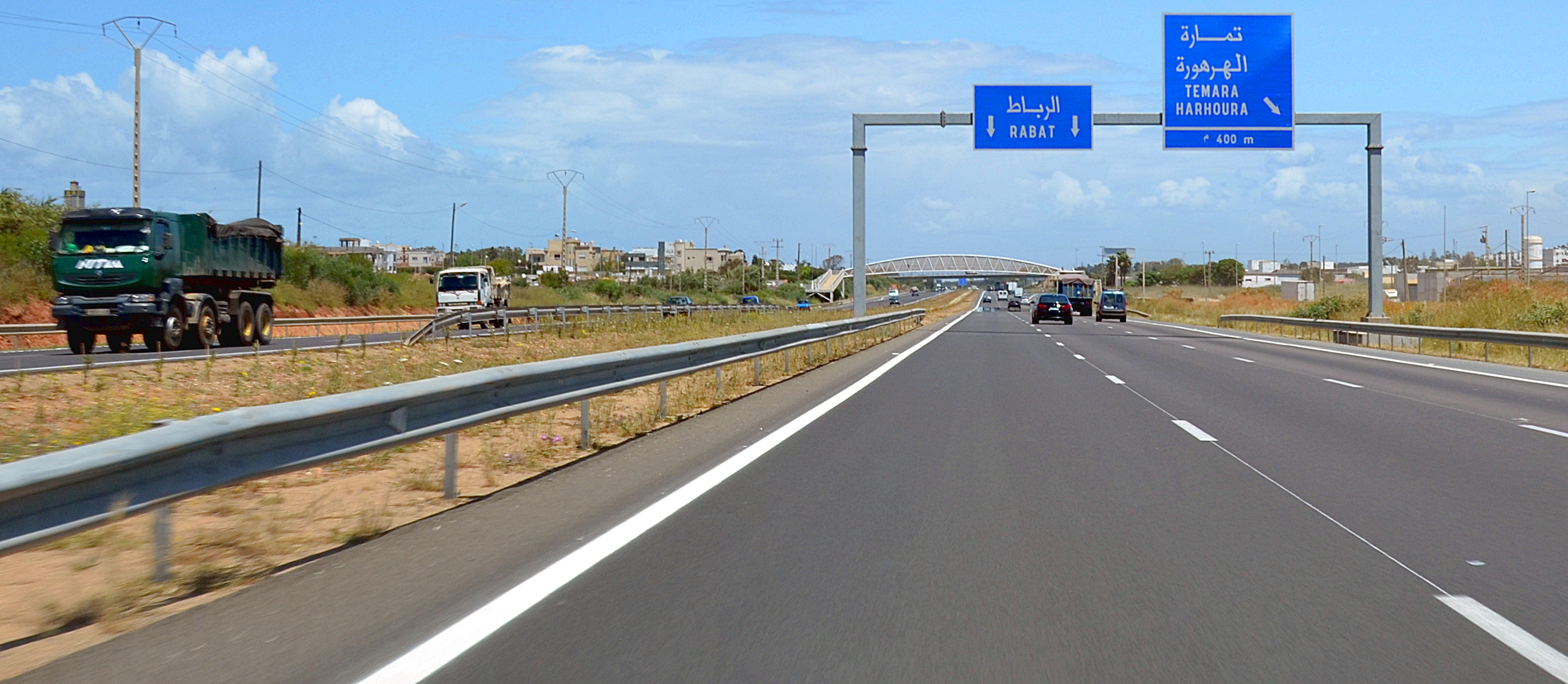
Autoroute marocaine reliant Casablanca à Rabat.

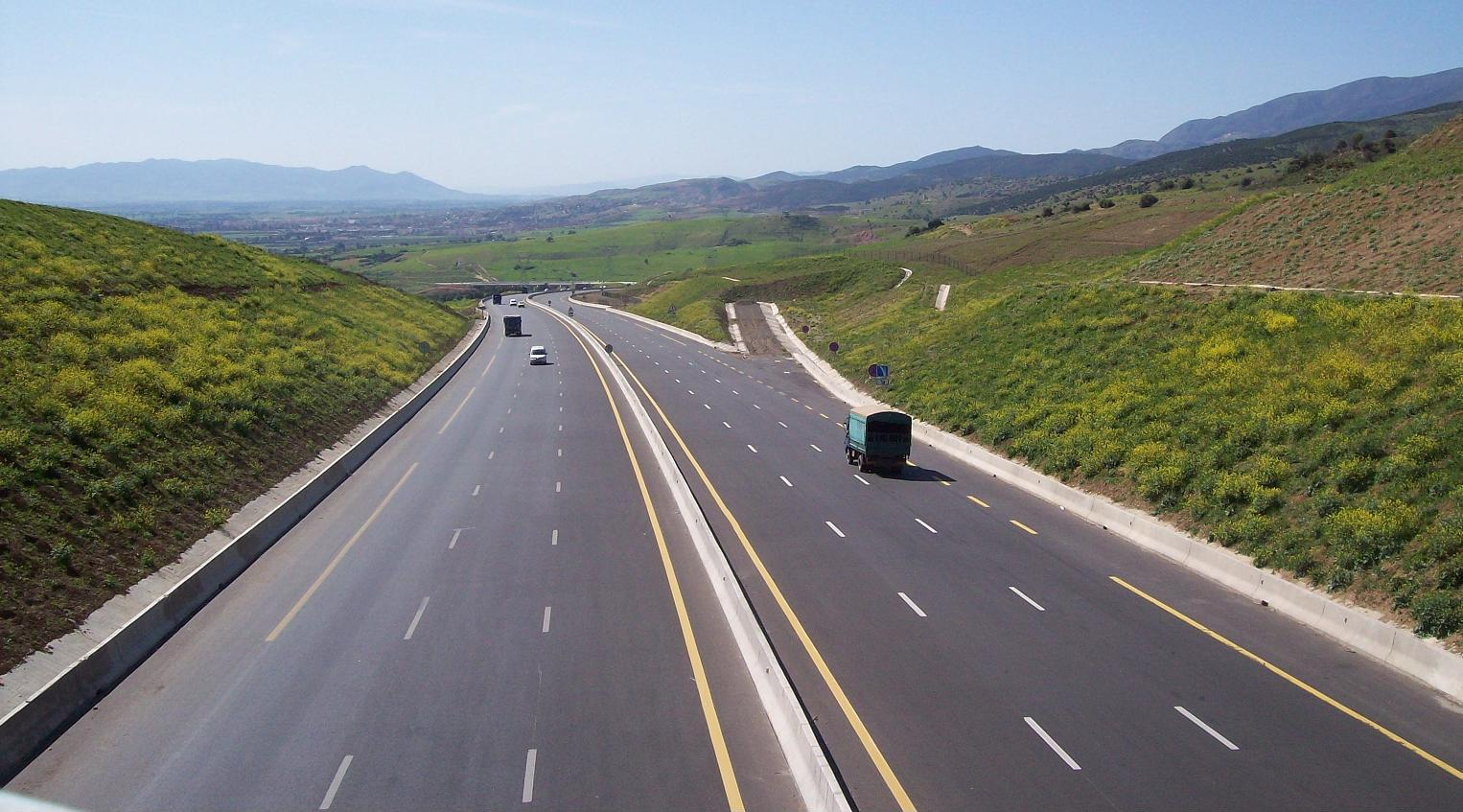
Autoroute algérienne reliant Blida à Maghnia

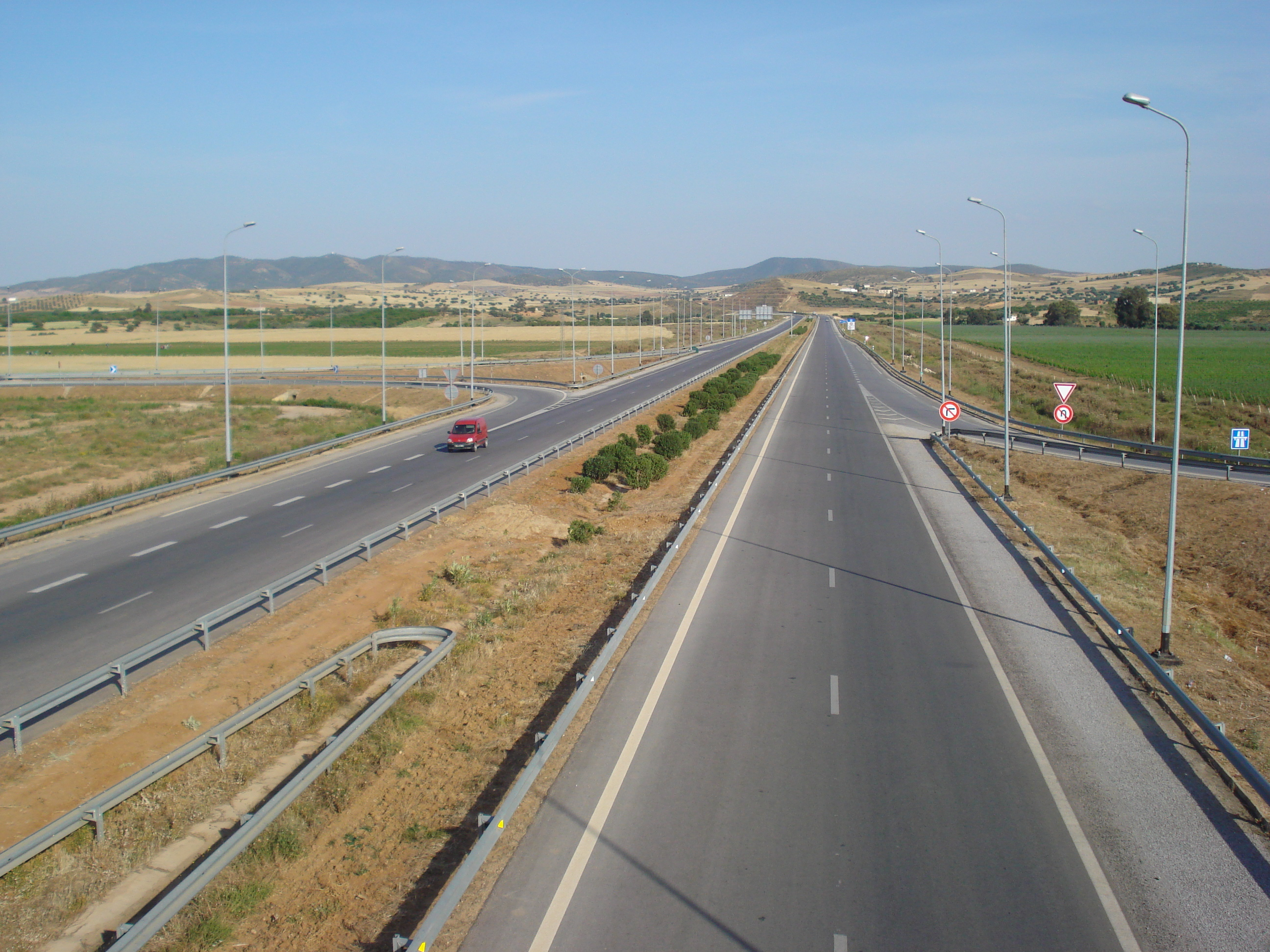
Autoroute reliant Tunis à Béja.

La première portion située le long de l'océan Atlantique (axe Nord-Sud) débutera à Nouakchott (Mauritanie) pour rallier le réseau autoroutier marocain en passant par Laâyoune, Agadir, Marrakech, Casablanca et Rabat. Cette dernière constitue le point d'orgue entre les axes Nord-Sud et Est-Ouest maghrébins (appelé également axe méditerranéen). Ce dernier prenant naissance à Rabat traverse Fès jusqu’à la ville d'Oujda, située sur la frontière maroco-algérienne.
La portion algérienne relie les principales villes côtières au départ de la frontière marocaine. Elle traverse Tlemcen, Oran et Chlef à l’ouest, Alger Bordj Bou Arreridj, Sétif, Constantine jusqu’à Annaba, à l'est, et rejoindra ainsi la frontière tunisienne.
La portion tunisienne traverse Jendouba, Béja, Tunis, Hammamet, Sousse, Sfax et Gabès pour arriver à Ras Jedir (à la frontière tuniso-libyenne). La dernière portion de la Transmaghrébine se terminera par l'autoroute libyenne qui reliera la frontière tuniso-libyenne à Tripoli pour traverser Benghazi jusqu'à Tobrouk.
À court terme, il est prévu que ce projet reliera la ville d'Agadir (Maroc) à la ville de Gabes (Tunisie).
Cette autoroute sera d'une longueur d'environ 7 000 kilomètres au total.
Pour l'instant et faute de financement, le réseau mauritanien semble très en retard sur celui de ses voisins maghrébins. La Mauritanie a par ailleurs inauguré une route en 2005 entre la frontière marocaine et Nouakchott. Avant cette date aucune route n'existait.
Au Maroc, l'autoroute est déjà opérationnelle entre Agadir, Marrakech, Casablanca, Rabat, Fès et Oujda. Les travaux pour relier cette autoroute à la frontière algéro-marocaine ne sont pas encore entamés.
En Algérie, l'axe autoroutier Est-Ouest, devant relier la frontière marocaine à la frontière tunisienne, constitue la partie la plus longue de ce projet, (1 216 km) à court terme. Ouverte à la circulation depuis 2013, il ne manque que la finalisation sur un tronçon Est (livraison en 2020) et la réouverture d'un tunnel au niveau de la ville de Constantine (un contournement a été construit au niveau de ce tunnel et il est ouvert à la circulation). De plus, il faut noter que chaque grande ville du nord du pays sera reliée à l'autoroute par une pénétrante ou une autre autoroute (Mostaganem, Tizi-Ouzou, Bejaïa, Skikda, Batna et Guelma).
En Tunisie, le tronçon Bou Salem-Tunis-Sousse-Sfax-Gabes de 530 km est déjà opérationnel. C'est la future réalisation de la partie reliant la frontière algérienne à Bou Salem (Tunisie), longue de 81 km et celle reliant la frontière libyenne à Gabes (Tunisie), longue de 195 km qui permettrait la fin du programme tunisien.
La réalisation des portions reliant Oujda (Maroc) à la frontière algéro-marocaine (longue de 20 km, les travaux ne sont pas entamés), reliant Zerizer (Algérie) à la frontière algéro-tunisienne (longue d'environ 50 km, mise en service prévue en 2020), et reliant Bou Salem (Tunisie) à la frontière tuniso-algérienne (longue de 81 km) permettrait d'assurer la continuité du tracé Agadir-Gabes via Rabat, Alger et Tunis, capitales des trois principaux pays maghrébins.

## Tracé détaillé

### Partie marocaine (2728 km)

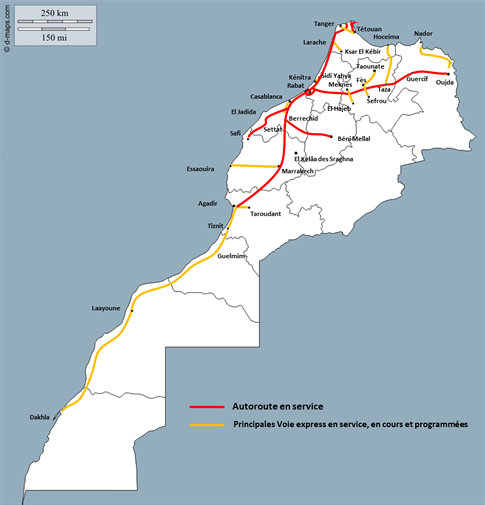
Partie marocaine

- A1 : Rabat-Safi (313 km - 2015)
- A2 : Rabat-Oujda (493 km - 2011)
- A3 : Agadir-Casablanca (429 km - 2010)
- A5 : Rabat-Tanger Med (Une partie relie A1 et A2: 42 km - 2016)

À noter qu'Oujda est une ville marocaine située à proximité de la frontière maroco-algérienne.
Vers le sud au-delà d'Agadir, la N 1 se poursuit sous forme de voie-express 2x2 jusqu'à Laâyoune (650 km), puis sur une chaussée 1x2 de sept mètres de largeur, jusqu'à Dakhla et de cinq mètres jusqu'à Nouakchott, la capitale de la Mauritanie.

### Partie algérienne (1 216km)
1 216 kilomètres pour l'Algérie reliant la frontière marocaine à la frontière tunisienne et comptant 2x3 voies (via Tlemcen, Oran, Chlef, Alger, Sétif, Constantine, Annaba et 16 autres wilayas), sans aucun péage :

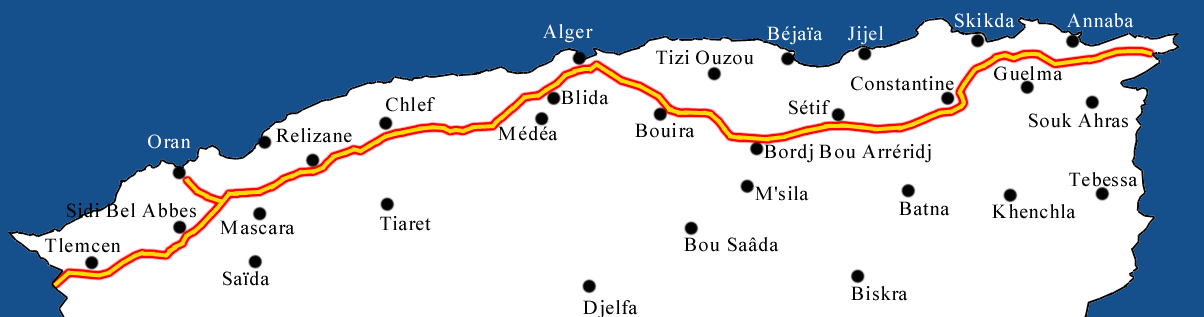
Partie algérienne

- A3 : frontière maroco-algérienne-Alger (558 km via Tlemcen et Oran); Tronçon ouvert en 2011.
- A2 : Alger-frontière algéro-tunisienne (658 km via Sétif, Constantine et Annaba (effective jusqu'à Dréan, wilaya d'Annaba), livraison totale prévue en mars 2020[2]).

### Partie tunisienne (780 km)
Frontière algérienne-Tunis (207 km) :
- A 3 أ : frontière algéro-tunisienne-Bousalem (70 km prévue en 2020) avec deux bretelles vers Jendouba et Tabarka
- A 3 أ : Bousalem-Béja-Oued Zarga (70 km -  2016) avec une voie rapide vers Béja
- A 3 أ : Oued Zarga-Medjez el-Bab-Tunis (67 km février 2006)

Tunis-frontière libyenne (573 km) :
- A 1 أ : Tunis-Hammamet (51 km - 1986)
- A 1 أ : Hammamet-M'saken (92 km - mars 1994) avec une bretelle vers Sousse
- A 1 أ : M'saken-Sfax (97 km - juillet 2008) avec une bretelle vers Mahdia
- A 1 أ : Sfax-Gabès (151 km - août 2018)
- A 1 أ : Gabès-Médenine-frontière tuniso-libyenne (182 km inaugurée en 2019)

### Partie libyenne (200 km)
- 200 kilomètres pour la Libye reliant la frontière tuniso-libyenne à Tripoli.

La partie libyenne aurait dû être réalisée par l'Italie à la suite d'un accord conclu entre Mouammar Kadhafi et Silvio Berlusconi. Le projet est encore au point mort. De plus, après la chute de Kadhafi et la guerre civile qui a éclaté en Libye, le projet semble totalement oublié.

## Impact socio-économique
Par son tracé, la Transmaghrébine dessert 55 villes d’une population totale de plus de 50 millions d’habitants (des 83 millions de Maghrébins), 22 aéroports internationaux, les principaux ports, les terminaux ferroviaires, les principales universités, les plus grands hôpitaux et polycliniques, ainsi que les principales zones industrielles et touristiques.
Ainsi, cette autoroute constituera le nerf essentiel pour l'économie de la région permettant d'intensifier les échanges intermaghrébins dans tous les domaines, de relier l'Europe au Maghreb (grâce au tronçon autoroutier déjà existant entre Rabat et Tanger) et de faciliter les transports routiers et les échanges commerciaux entre les rives nord et sud de la Méditerranée.
D'autre part, la réalisation du tunnel de Gibraltar entre le Maroc et l'Espagne, en cours d'étude, donnera toute l'importance à ce projet d'échange nord-sud.